# 天主教蒙洛里耶教區
天主教蒙洛里耶教區（拉丁語：Dioecesis Montis Laurei）是加拿大一個羅馬天主教教區，屬加蒂諾總教區。1913年4月21日升為教區。
教區位於魁北克西南部，2004年有82,074名教友（佔轄區總人口89.0%）。教區下轄51個堂區，有39名司鐸。現任教區主教為雷蒙·普瓦松，榮休主教為維塔爾·馬塞和保祿·羅提。